# Samedi, dimanche, vendredi
Pour plus de détails, voir Fiche technique et Distribution.
Samedi, dimanche, vendredi (Sabato, domenica e venerdì) est une comédie érotique italienne et espagnole en trois sketches et sortie en 1979,,. Elle est réalisée par Sergio Martino (Samedi), Pasquale Festa Campanile (Dimanche), Castellano et Pipolo (Vendredi).

## Synopsis
Samedi (Sabato)
Nicola La Brocca est comptable au bureau italien d'une grande entreprise japonaise, Zaikoto. Le chef de bureau, sous prétexte qu'il est le seul à connaître l'anglais, le nomme responsable des relations publiques pour lui confier la tâche ingrate d'accueillir l'ingénieur Tokimoto, représentant de la multinationale. Surprise : l'ingénieur est en réalité une belle Japonaise qui transporte l'urne funéraire de son grand-père à qui elle compte donner des funérailles dignes. Le comptable est très enthousiaste à l'idée de l'accompagner tout le week-end et en oublie Clélia, sa petite amie. Cette dernière commence à le bombarder d'appels téléphoniques, devenant de plus en plus méfiante. Mais malgré tout, Nicola finit par épouse l'ingénieure Tokimoto et ouvre un restaurant à Tokyo. 
Dimanche (Domenica)
Mario Salvetti est un chauffeur routier qui travaille pour la société de transport Bonelli & Salvetti. Il surprend la locataire de l'étage supérieur, Enza, en train de se suicider et l'en empêche. Ils font connaissance, et elle lui demande de jouer le rôle du jeune marié les jours où son père et sa mère, siciliens et traditionalistes, viennent lui rendre visite.
Vendredi (Venerdì)
Ambroise Costantin est l'imprésario excentrique et riche de la troupe de danseuse de ballet « Les Porte-bonheur ». Il est très apprécié par les danseuses, à part par Jacqueline, une danseuse farouche qui tombe amoureuse de Fred, une petite frappe criminelle. Costantin va tout tenter pour empêcher que ces deux-là ne s'épousent.

## Fiche technique
Sauf indication contraire, les informations mentionnées dans cette section peuvent être confirmées par la base de données cinématographiques IMDb,  présente dans la section « Liens externes ».
- Titre original : Sabato, domenica e venerdì[4]
- Titre français : Samedi, dimanche, vendredi ou Week-end à l'italienne ou Un week-end dingue ou Amours à l'italienne[5]
- Titre espagnol : Sábado, domingo y viernes
- Réalisateur : Sergio Martino, Pasquale Festa Campanile, Castellano et Pipolo
- Scénario : Castellano et Pipolo
- Photographie : Alejandro Ulloa (es)
- Montage : Eugenio Alabiso, Mario Siciliano
- Musique : Mariano Detto
- Décors : Mimmo Scavia (it)
- Costumes : Luis Argüello, Adriana Bellone (it), Natalia Verdelli
- Production : Luciano Martino
- Société de production : Dania Film,  Medusa Distribuzione, National Cinematografica, As Films Producción
- Pays de production :  Italie -  Espagne
- Langue originale : italien
- Format : Couleur - 1,85:1 - Son mono
- Durée : 118 minutes (1 h 58[4])
- Genre : Comédie érotique italienne
- Dates de sortie :
  - Italie : 20 octobre 1979
  - France : 17 mars 1982

## Distribution
Samedi (Sabato)
- Lino Banfi : Nicola La Brocca
- Edwige Fenech : Tokimoto, l'ingénieur
- Milena Vukotic : Clelia Benelli
- Lory Del Santo : Bébé
- Daniele Vargas : Le directeur de La Brocca
- Gino Pagnani : Ambros, l'ouvrier de Zaikoto
- Enzo De Toma : Le serveur
- Guido Spadea : L'oiselier
- Salvatore Baccaro : Gustavo, le maître-nageur
- Artemio Antonini : Galeazzo, le frère de Gustavo
- Francesco Anniballi : L'automobilisite furieux
- Silvio Laurenzi : L'employé de l'établissement balnéaire
- Haruhiko Yamanouchi : Le vendeur de montres japonaises
- Maria Teresa Ruta : La secrétaire du directeur

Dimanche (Domenica)
- Barbara Bouchet : Enza Paternò
- Michele Placido : Mario Salvetti
- Antonio Ferrandis : Nicola Paterno, le père d'Enza
- Margot Cottens : La mère d'Enza
- Manuel Zarzo : Camillo Magnaghi
- Sergio Tardioli : Carlo Bonelli, le partenaire de Mario
- Salvatore Aiesi : Le voyou qui frappe Mario

Vendredi (Venerdì)
- Adriano Celentano : M. Costantin
- Lova Moor : Jacqueline
- Manuel Gallardo : Fred, le bandit
- Salvatore Borgese : Le sbire du bandit battu par Ambrose
- Franco Diogene : L'avocat du bandit
- Elio Crovetto : Frankie
- Ernest Thole : Ambrose, le chorégraphe
- Renzo Ozzano : Arthur, le concierge
- Master Andrew Omokaro : Ali, le serveur et chauffeur noir
- Annibale Papetti : Le journaliste